# Patria potestad compartida
Patria potestad compartida es el nombre de la institución jurídica que reconoce la igualdad de hombres y mujeres en el régimen de patria potestad, en aquellos países occidentales que adoptaron ese régimen para regular las relaciones entre padres e hijos. Tradicionalmente en Occidente, el poder de tomar decisiones sobre los hijos menores ha sido un atributo del padre, constituyendo uno de los pilares del patriarcado.. Desde el siglo XIX, el movimiento feminista incluyó en sus principales reclamos la derogación de las leyes que imponían la supremacía del hombre sobre la mujer, en la toma de decisiones sobre los hijos. En los países que establecieron regímenes de patria potestad, ese reclamo fue conocido como "patria potestad compartida" o "patria potestad conjunta".
Desde fines del siglo XX, existe una tendencia a abandonar el régimen de patria potestad, para establecer regímenes de "responsabilidad parental" igualitaria (denominados en inglés con la expresión "shared parenting"), sujetos al principio de interés superior del niño o niña y a su derecho de mantener relaciones estrechas con su madre y su padre.

## Evolución
La patria potestad surgió en el Derecho romano como un poder omnímodo que pater familiae sobre los hijos, que incluso le atribuía originalmente el derecho de matarlos o venderlos como esclavos, aunque luego fueron limitadas. Semejante potestad se integraba con un poder similar sobre la esposa y los esclavos de su propiedad.
En Hispanoamérica la patria potestad fue impuesta por el Imperio Español en sus colonias. La Revolución francesa suprimió la patria potestad por ley del 28 de agosto de 1792, estableciendo la autoridad igualitaria del padre y la madre sobre los hijos. El Código Civil de Napoleón de 1804 reestablecería la patria potestad (puissance paternelle) en Francia, donde recién sería eliminada en 1970.
En el siglo XIX el movimiento feminista comenzó a reclamar la igualdad entre hombres y mujeres, siendo las relaciones con los hijos uno de los principales campos del reclamo de igualdad.
En la década de 1910, México, embarcado en el proceso revolucionario de 1917, aprobó la Ley de Relaciones Domésticas de 1917, estableciendo la patria potestad compartida.
En la década de 1940 se estableció la patria potestad compartida en Venezuela, como consecuencia de la presión del movimiento feminista. Uruguay la estableció en 1946, por la Ley n.º 10.783. Tres años después fue establecida en Argentina, mediante la reforma constitucional de 1949, aunque fue luego abolida por el golpe de Estado de 1955.
En la década de 1970 se derogó la puissance paternalle en Francia en 1970, para ser reemplazada por un régimen igualitario denominado autorité parentale. En 1972 El Salvador estableció la patria potestad compartida (art. 252, Código Civil). En 1974 se estableció la patria potestad compartida en Colombia, por Decreto n.º Decreto 2820. En Australia la Ley Familiar de 1975 (Family Law Act 1975) estableció la presunción de "responsabilidad parental igualitariamente compartida" (equal shared parental responsibility).
En la década de 1980 las luchas feministas obtuvieron la conquista de la patria potestad compartida en España, tres años después de conquistada la democracia, por ley n.º 11 del 13 de mayo de 1981. Argentina también reimplantó la patria potestad compartida con la recuperación de la democracia, mediante la Ley n.º 23.264 de 1985.
Desde inicios del siglo XXI, varios países latinoamericanos, como Argentina, Brasil y Bolivia, comenzaron a eliminar el régimen de patria potestad, para reemplazarlo por regímenes de responsabilidad parental, fundados en la igualdad de hombres y mujeres, la condición de sujetos de los niños y niñas y la función parental regida por el principio del interés superior del niño y la niña.

## Situación por países
- Argentina. Estableció en 1949 la patria potestad compartida, mediante la reforma constitucional de ese año, que fuera abolida por la dictadura instalada en 1955. En 1985 se restableció la patria potestad compartida, por Ley n.º 23.264. En 2015, con la sanción de Código Civil y Comercial, se eliminó el sistema de patria potestad y se estableció un régimen de responsabilidad coparental igualitaria.
- Brasil. Estableció la igualdad de derechos y deberes entre varones y mujeres en la sociedad conyugal, con la Constitución de 1988, confirmándose expresamente en el artículo 21 del Estatuto del Niño y del Adolescente (Ley n.º 8.069) del 13 de julio de 1990. En el Código Civil de 2002 Brasil eliminó la institución de la patria potestad (pátrio poder). estableciendo en su lugar la institución del poder familiar, de naturaleza igualitaria.[12]
- Chile. En este país existe un régimen filial dual que utiliza la denominación "autoridad paterna" para referirse a la relación personal y "patria potestad" para referirse a la relación patrimonial. Hasta 2013 la autoridad paterna era conjunta, pero la patria potestad correspondía solo al padre.[13] En 2013 se estableció un régimen de patria potestad compartida por Ley n.º 20.680.[14]
- Colombia. Estableció la patria potestad compartida en 1974, por el Decreto 2820/1974 (inciso 2 del artículo 24).
- El Salvador. El 29 de febrero de 1972 El Salvador reformó el Código Civil para establecer la patria potestad compartida (art. 252, Código Civil).[7]
- España. Estableció la patria potestad compartida en 1981 por Ley n.º 11 del 13 de mayo de 1981.
- México. En la Revolución mexicana aprobó la Ley de Relaciones Domésticas de 1917, estableciendo la patria potestad compartida.[5]
- Paraguay. El Código de la Niñez y la Adolescencia aprobado por Ley n.º 1.680/2001 (art. 70) estableció la patria potestad compartida en igualdad de condiciones.
- Uruguay. Se estableció la patria potestad compartida en 1946, por Ley n.º 10.783.[6]
- Venezuela. Venezuela estableció la patria potestad compartida en 1942, mediante la reforma del código civil exigida por el movimiento feminista.[1]